# París-Tours 1929
La París-Tours 1929 fue la 24.ª edición de la clásica París-Tours. Se disputó el 5 de mayo de 1929 y el vencedor final fue el luxemburgués Nicolas Frantz, que se impuso a sus cinco compañeros de fuga. 

## Clasificación general[3]
|   | Ciclista        | Equipo                    | Tiempo    |
| - | --------------- | ------------------------- | --------- |
| 1 | Nicolas Frantz  |                           | 9h 24'55" |
| 2 | Aimé Déolet     |                           | m.t.      |
| 3 | Georges Ronsse  | Automoto                  | m.t.      |
| 4 | Roger Bisseron  |                           | m.t.      |
| 5 | Aimé Dossche    |                           | m.t.      |
| 6 | Georges Ronsse  | Genial-Lucifer-Hutchinson | a 35"     |
| 7 | Julien Moineau  |                           | m.t.      |
| 7 | Charles Meunier | La Française              | m.t.      |
| 7 | Jules Merviel   |                           | m.t.      |
| 7 | Henri Ours      |                           | m.t.      |